# Royal Photographic Society
La Real Sociedad Fotográfica (en inglés: Royal Photographic Society) se fundó en Reino Unido en 1853 para "promover el arte y la ciencia de la fotografía".
La asociación fue fundada el 20 de enero de 1853 por Roger Fenton con el nombre de Photographic Society of London y entre sus actividades de promoción de la fotografía se encontraba la realización de una Exposición anual en la que participaban los más destacados fotógrafos. Anteriormente en 1847 Fenton participó junto a Frederick Scott Archer en una sociedad fotográfica que tenía el nombre de Calotype Club aunque duró poco tiempo y en 1850 el Photographic Exchange Club. Su primer presidente fue Charles Eastlake, puesto ofrecido en un principio a Fox Talbot. En 1894 recibió el título real pasando a llamarse Royal Photographic Society of Great Britain.
Ofrece varias distinciones en habilidades fotográficas y lleva a cabo un extenso programa de conferencias y exposiciones tanto en el Reino Unido como en el exterior, a través de grupos locales y otros grupos de interés especial. La sociedad posee una importantae colección histórica de fotografías, equipo fotográfico y libros.

## Colección
La Sociedad coleccionaba fotografías y objetos de importancia histórica de forma ad hoc, especialmente a partir de la década de 1890. Con el nombramiento de John Dudley Johnston como conservador emérito, cargo que ocupó de 1924 a 1955, se adoptó un enfoque más activo de la colección. Antes del nombramiento de Johnston, la colección se había centrado en los logros técnicos de la fotografía, y él empezó a añadir obras pictóricas a sus fondos. Tras la muerte de Johnston en 1955, la función de conservador emérito pasó a su esposa Florence y a una sucesión de empleados remunerados y no remunerados, y la profesora Margaret Harker fue durante mucho tiempo conservadora emérita. En 2002, la colección se trasladó al Museo Nacional de Fotografía, Cine y Televisión de Bradford (más tarde, Museo Nacional de Medios de Comunicación); el traslado contó con el apoyo de la directora del museo, Amanda Neville, que fue secretaria de la sociedad en la década de 1990. 
En 1953, la colección de la sociedad contaba con "más" de 3.000 piezas.

## Premios y medallas
Cada año, la Sociedad concede una serie de premios a fotógrafos y otras personalidades del ámbito de la fotografía. El galardonado recibe una medalla. Por ejemplo, en 2011, el fotógrafo británico Terry O'Neill ganó la Medalla del Centenario. Era conocido por sus icónicos retratos de famosos y por captar la esencia de la moda de los años sesenta.
La máxima distinción de la RPS es la Medalla del Progreso, creada en 1878.
Otros premios anuales de la Sociedad son: Centenary Medal, Cinematographic Production Award, Distinguished Service to Photography Award, Royal Colleges Joint Medal, Education Award, Fenton Award (y afiliación honoraria vitalicia), Hood Medal, J. Dudley Medal, Johnston Medal, RPS Fellow's Award, RPS Fellow's Award (y afiliación honoraria vitalicia). Medalla Dudley Medalla Johnston, Premio Lumiere, Premio RPS Fellow (y afiliación honorífica vitalicia), Premio Selwyn, Premio Vic Odden, y Premio Bill Wisden Fellowship of the Year.